# Paul-Ehrlich-Gesellschaft für Infektionstherapie
Die Paul-Ehrlich-Gesellschaft für Infektionstherapie (PEG) ist eine wissenschaftliche medizinische Fachgesellschaft, die sich der Verbesserung von Forschung und Lehre im Bereich der Chemotherapie widmet. Die PEG ist Mitgliedsgesellschaft der Arbeitsgemeinschaft der Wissenschaftlichen Medizinischen Fachgesellschaften.
Die Fachgesellschaft gründete sich im Jahr 1967 unter dem Namen Paul-Ehrlich-Gesellschaft für Chemotherapie. Die Anregung zur Gründung der Gesellschaft ging vom dritten Jahreskongress der International Society of Chemotherapy (ISAC) aus, der in Stuttgart stattfand. Der Entschluss, die deutschsprachige Gesellschaft nach Paul Ehrlich zu benennen wurde auf dem Folgekongress der ISAC in Washington, D.C. gefasst.
Offizielles Organ der PEG ist die Zeitschrift Infektio, Zeitschrift für Infektionstherapie, die im Wiesbadener mhp-Verlag erscheint. Die Fachzeitschrift trägt den Untertitel Informationen für Ärzte und Apotheker zur rationalen Infektionstherapie, ist die Nachfolgepublikation der ehemaligen Zeitschrift für Chemotherapie und erscheint in zweimonatlichem Abstand. Zudem publiziert die PEG das E-Journal GMS – Infectous Diseases im Online-Portal German Medical Science.
Die PEG ist seit 2000 Mitgliedsgesellschaft der Arbeitsgemeinschaft der Wissenschaftlichen Medizinischen Fachgesellschaften und hat seither an der Erstellung und Publikation von 34 evidenzbasierten medizinischen Leitlinien mitgearbeitet – davon bei vier Leitlinien als federführende Fachgesellschaft. Die PEG verleiht alle zwei Jahre den Wolfgang Stille-Preis, der nach dem Infektiologen und früheren Vorsitzenden der Fachgesellschaft Wolfgang Stille (1934–2004) benannt ist. Der Wissenschaftspreis der PEG ist mit 10.000 € dotiert und wird von Pfizer gestiftet. Er wird für wird für „herausragende Arbeit auf dem Gebiet der antiinfektiven Therapie“ vergeben. Dei Verleihung findet auf der jährlichen Tagung der PEG statt.